# Geraldo Macioti
Geraldo Macioti (* 2. Dezember 1768 in Velletri; † 1837) war ein italienischer Geistlicher und Weihbischof in Velletri.

## Leben
Er empfing am 24. September 1791 das Sakrament der Priesterweihe.
Am 23. März 1807 wurde er zum Titularbischof von Elusa und zum Weihbischof in dem mit dem Bistum Ostia in persona episcopi vereinigten suburbikarischen Bistum Velletri ernannt. Zwischen 1818 und 1834 erscheint er bei einer Reihe von Bischofsweihen als Mitkonsekrator.